# Dacnusa helvetica
Dacnusa helvetica är en stekelart som beskrevs av Griffiths 1967. Dacnusa helvetica ingår i släktet Dacnusa och familjen bracksteklar. Inga underarter finns listade i Catalogue of Life.